# Anderson (Missouri)
Anderson is een plaats (city) in de Amerikaanse staat Missouri, en valt bestuurlijk gezien onder McDonald County.

## Demografie
Bij de volkstelling in 2000 werd het aantal inwoners vastgesteld op 1856.
In 2006 is het aantal inwoners door het United States Census Bureau geschat op 1919, een stijging van 63 (3,4%).

## Geografie
Volgens het United States Census Bureau beslaat de plaats een oppervlakte van
5,0 km², geheel bestaande uit land. Anderson ligt op ongeveer 381 m boven zeeniveau.

## Plaatsen in de nabije omgeving
De onderstaande figuur toont nabijgelegen plaatsen in een straal van 20 km rond Anderson.